# Ninoslav Milenković
Ninoslav Milenković (in serbo Нинослав Миленковић?; Subotica, 31 dicembre 1977) è un ex calciatore bosniaco, di ruolo difensore.